# Млинки (печера)
Млинки́ — гіпсова печера, геологічна пам'ятка природи загальнодержавного значення в Україні. Розташована біля села Залісся Чортківського району Тернопільської області.
Загальна довжина печери — 53160 м.
Закладена у гіпсах баденського регіоярусу середнього міоцену. Вхід розташований на висоті приблизно 270 м над рівнем моря. Потужність шару гіпсів становить близько 20 м. Печера розвивається вздовж долини Млинки, з південного сходу на північний захід, та заглиблюється у гіпсовий масив у північному напрямку. Млинки — еталон гіпсового карсту — являють собою субгоризонтальну порожнину лабіринтового типу. Більшість довгих галерей та залів печери утворились у тріщинах з азимутами простягання 10—20 градусів, в перпендикулярному напрямку їх з'єднують короткі переходи. Висота ходів коливається від 0,5 до 20 м, подекуди пронизуючи всю товщу гіпсів. Деякі зали мають обвальне походження, в стелі оголюються мергелями і вапняками, що залягають вище.
Попри майже стовідсоткову вологість, температура в печері є порівняно високою (9,6° С).
У більшості галерей стіни рясно вкрити гіпсовими кристалами різних розмірів, забарвлених у білий, жовтий, чорний та червоний кольори, кристалічним снігом; де-не-де можна побачити геліктити, виходи «шаблеподібного» гіпсу, плафони пластинчастого гіпсу та карбонатні натічні утворення, групи сталактитів, «макаронів» та поодинокі сталагміти.

## Історія відкриття та дослідження
Перше повідомлення про печеру Млинки було подано в газеті «Нове життя» 25 червня 1960 року М. Білем — вчителем школи села Угринь. Власне він і був автором назви печери.
«Чи знаєте ви, які цікаві місця є в Чортківському районі? Побувайте в хуторі Млинки. Здаля ви помітите два отвори в схилі гори, що темніють на фоні яскравої зелені. Це — вхід до Млинецької печери. Ось ви потрапляєте у підземний зал. Розмір його досить великий — близько 400 квадратних метрів, ширина в окремих місцях — 50-60 метрів. Тут достатньо світла, воно проникає через два вхідні отвори і через третій вертикальний. В лівій частині залу лежить великий камінь з плоскою поверхнею. З підземного залу починається основний хід з двома розгалуженнями в різні сторони. Центральний коридор, довжиною півкілометри, тягнеться в напрямі Угринської печери. Віддаль однієї печери від другої не перевищує одного кілометра. Можна думати, що Млинецька печера — відгалужений коридор Угринської печери (мабуть, з'єднуючий хід був перерваний обвалом.) Підземний хід мало покручений, ширина його дорівнює 5-10 метрів, висота — 2,5 метри. Місцями трапляються різні звуження.
Лабіринти залягають не дуже глибоко: 10-20 метрів від поверхні землі. Вгору підіймаються сніжно-білі гіпсові та вапнякові Стіни. Вони прикрашені химерними випуклими візерунками. Іноді видно широкі тріщини, крізь які просочується вода. Тому глиниста підошва печери завжди вогка. Подекуди водою нанесено намул або білий пісок.
Температура повітря в печері коливається (залежно від періоду року) від 1 до 18 градусів тепла. Іноді тут можна побачити кажанів. В норах живуть лиси. Колись місцеві жителі кустарним способом добували тут вапняк, гіпс, брали пісок, розширяючи таким чином підземелля, утворене природою.
Млинецька та Угринська печера мають певне наукове значення, є цікавим об'єктом туризму. Влітку минулого року тут побували уральські геологи. Тепер очікується приїзд групи юних туристів з Тернополя.
М. Біль, вчитель Угринської восьмирічної школи.»

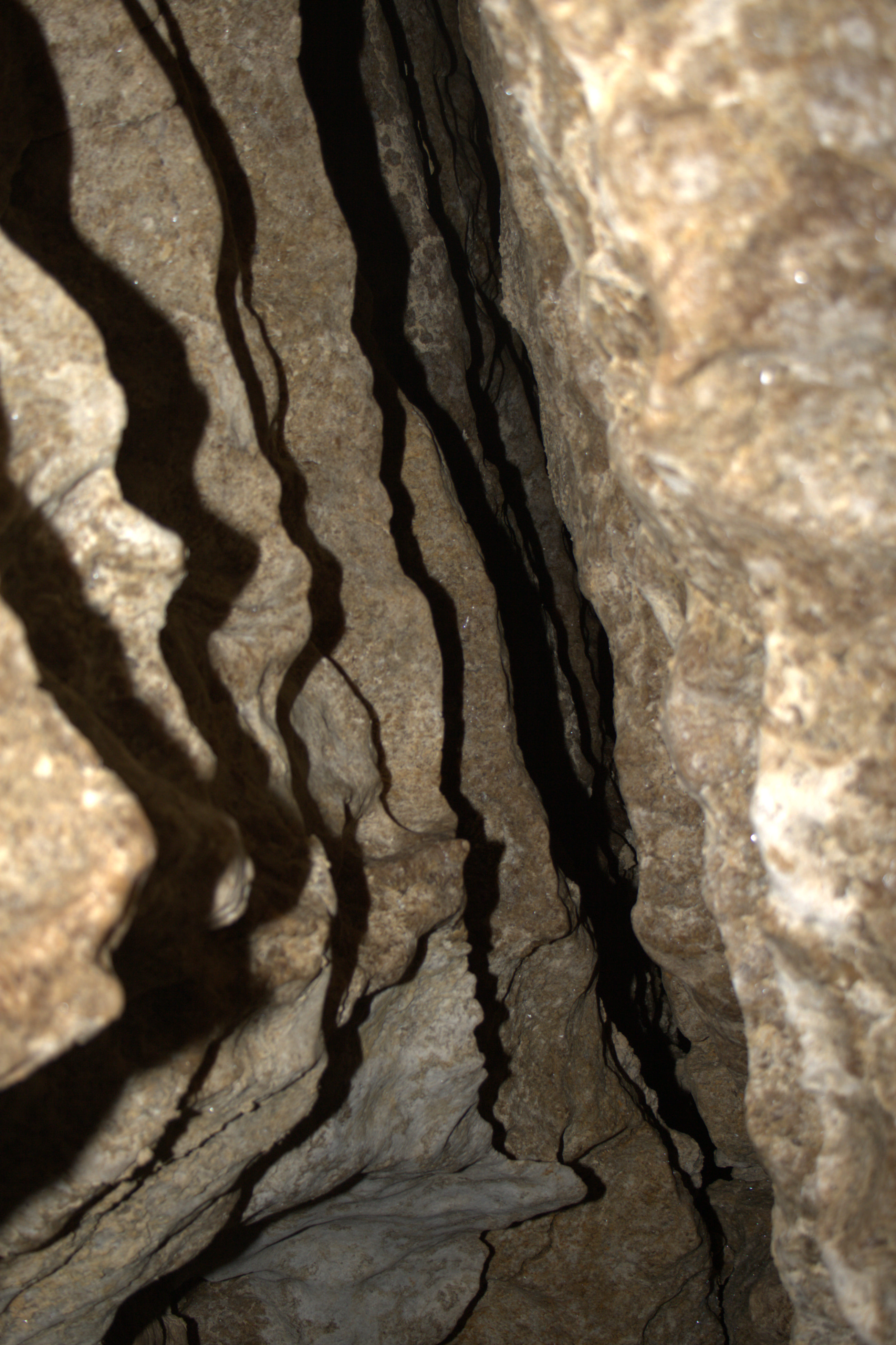
border
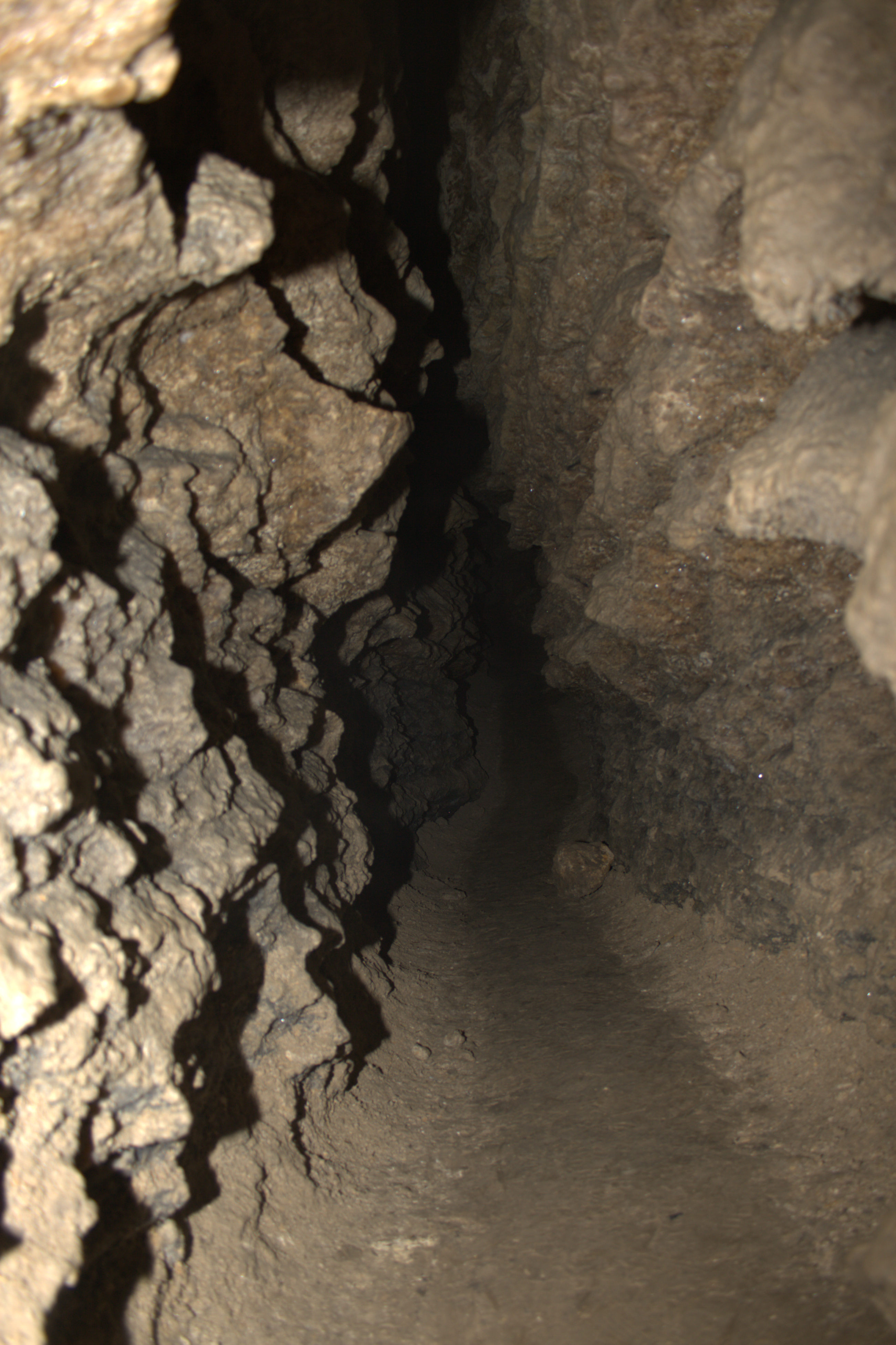
border
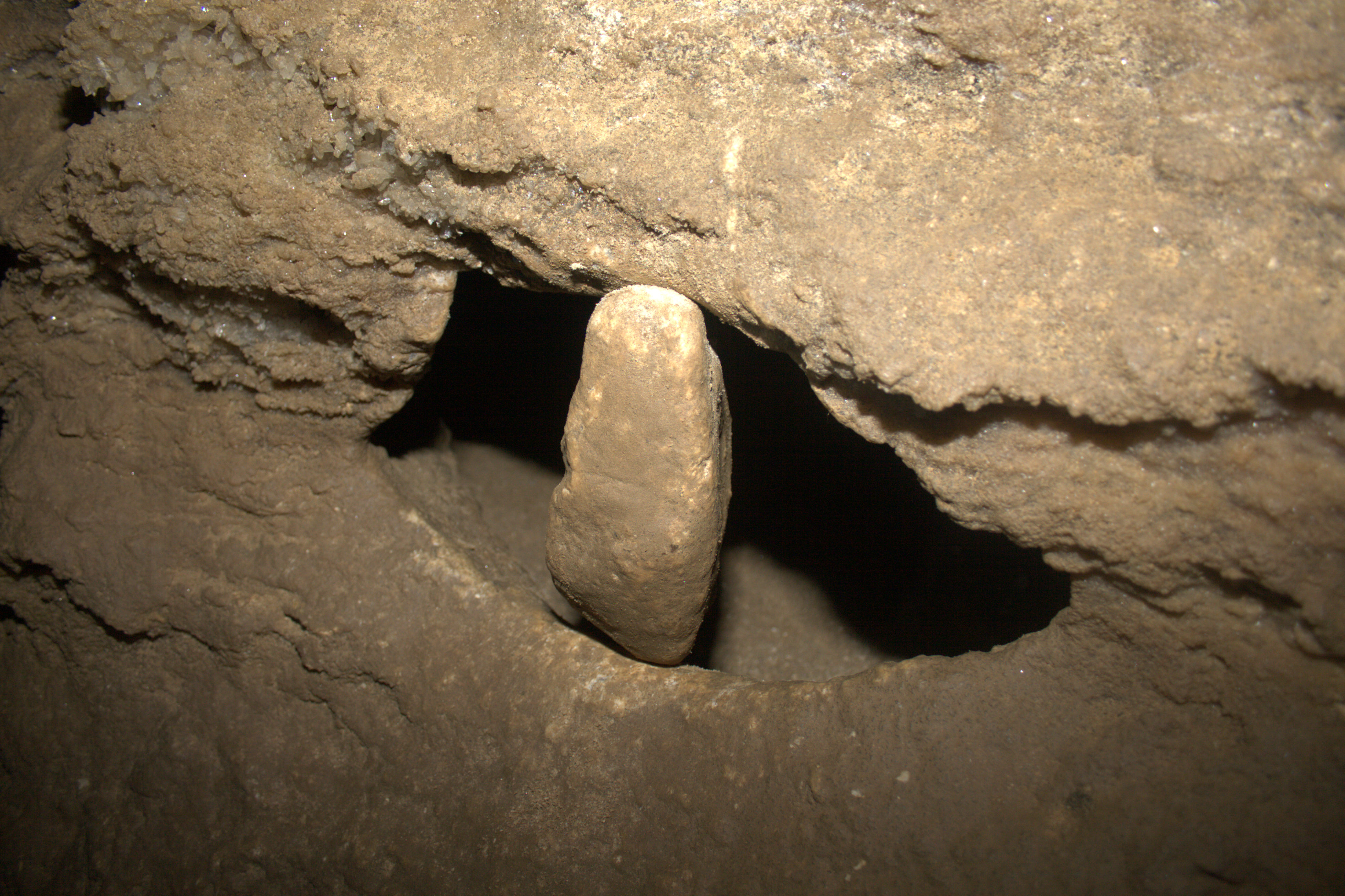
border
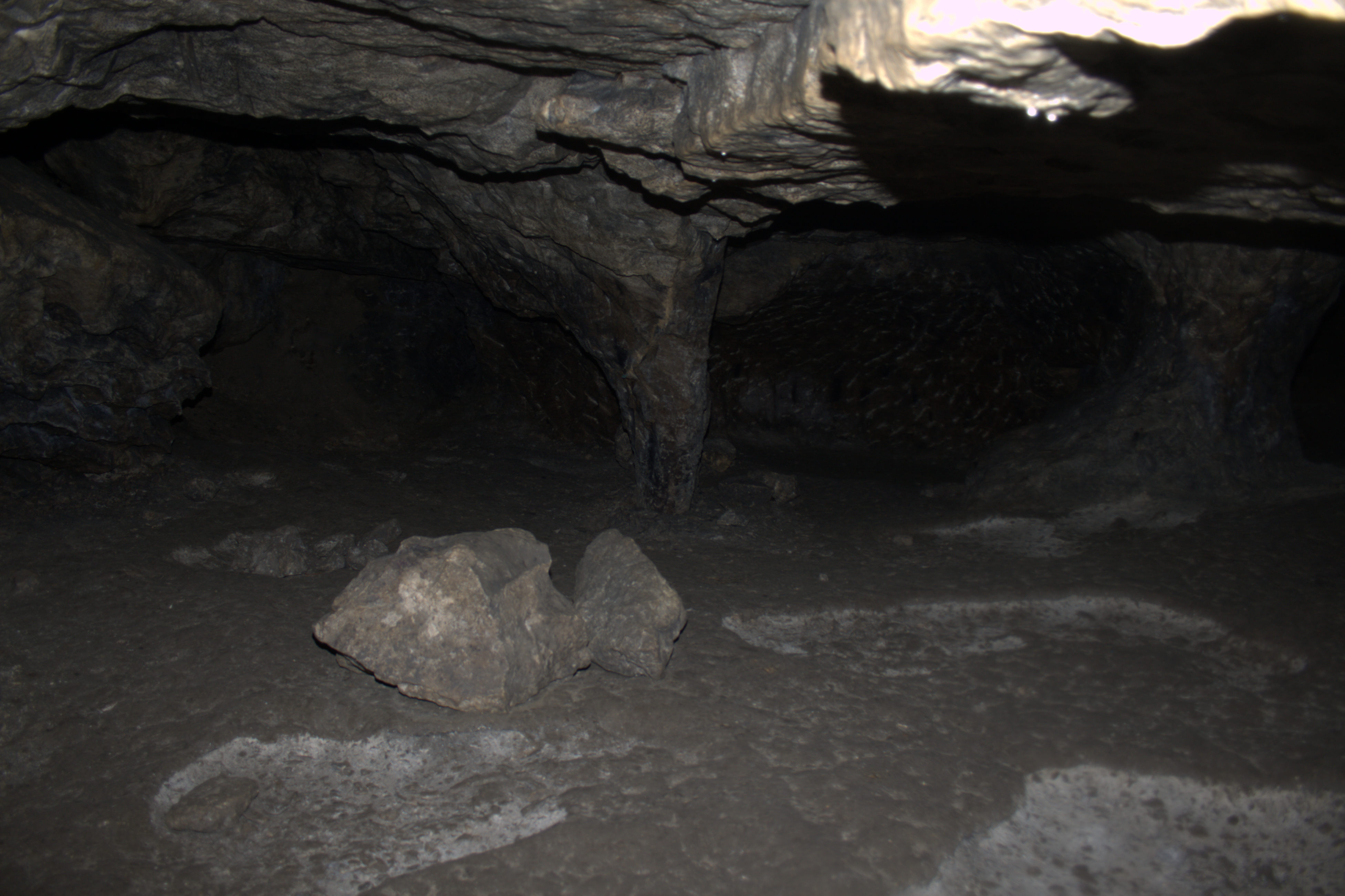
border
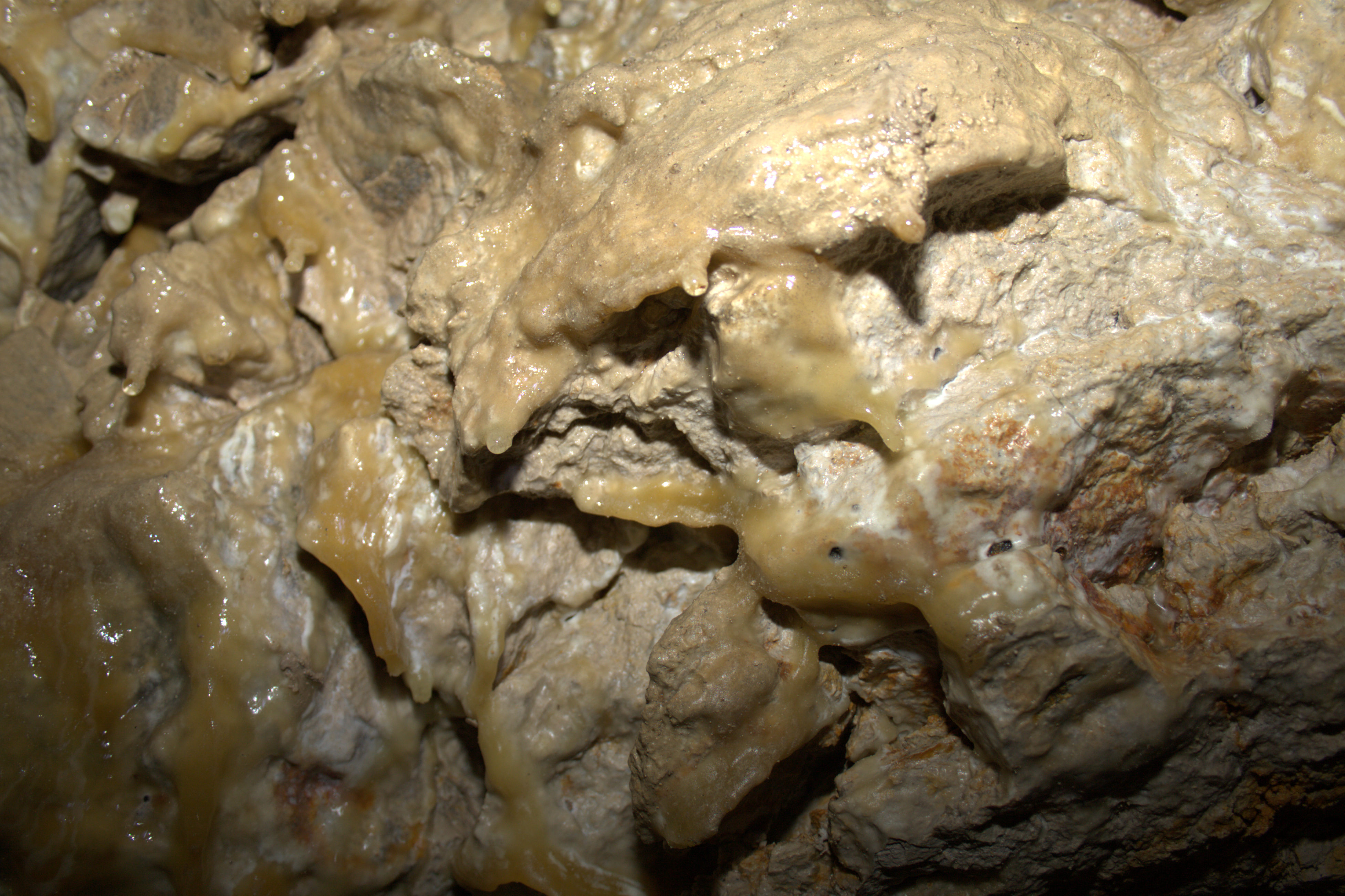
border

Першими, хто наважився пролізти через щілини, були гуртківці обласної туристичної станції під керівництвом В. О. Радзієвського — власне, «група юних туристів». Перед ними відкрилися чудові підземні краєвиди. При світлі свічок стіни печери іскрилися і переливалися мільйонами найдрібніших кристалів гіпсу, створених особливим печерним мікрокліматом. Згодом гуртківці зробили опис печери, склали план ходів, провели дослідження мікроклімату та спелеофауни.
З 1960 по 1963 роки було організовано шість експедицій тернопільськими спелеологами під керівництвом В. О. Радзієвського та Ю. Л. Зімельса. В цих експедиціях було закартовано та досліджено 9750 м лабіринту. Працювати доводилося по 11—16 годин у складних і не завжди передбачуваних умовах. Для освітлення використовували звичайні свічки та газові лампи, орієнтувалися з допомогою компаса Андріанова.
У березні 1966 року було відновлено дослідження печери. Група спелеологів під керівництвом Б. Максимова, подолавши завал за тупиковим залом «Бар'єр невідомості», відкрила новий район «Еврика». З чортківських спелеологів в експедиції брав участь М. Чурубров. Лаз, через який проповзається в цей район, назвали «Чортовим горлом».
Восени цього ж року група у складі В. Апостолюка, В. Старичкова, Я. Семенців та Л. Козерід пройшли завал за «Дитячою розпорою» на західному борті печери та відкрили район, який було названо «Лабіринтом Шукачів». Першим, хто знайшов зал «Казка», був Ю. Л. Зімельс.
У 1967 році закінчилися топозйомочні роботи в нововідкритих районах печери. Довжина ходів на той час становила 14130 м.
У 1973 році чортківськими спелеологами, розібравши завали, було знайдено прохід «Кочерга» на півночі західного району «Лабіринту Шукачів». За вузьким важкопрохідним лазом відкрилися великі просторі ходи та зали. Нове продовження отримало назву «Дикий Захід».
Восени 1980 року тернопільським спелеоклубом «Поділля» було проведено експедицію в печеру Млинки з метою перезйомки всього відомого на той час лабіринту печери. Окрім тернопільців, в експедиції брали участь спелеологи Чорткова та Києва. Спільними зусиллями було перезнято 17100 м ходів печери. Під час експедиції одночасно проводилися роботи з пошуку нових продовжень печери. На жаль, пошукові роботи нових продовжень не дали. Багато спелеологів того часу вважали лабіринт Млинків розвіданим до кінця. З 1980 року дослідження печери майже повністю зупинилося, проте її знищення та руйнування екскурсантами-дикунами продовжувалося із наростаючою силою.
Перші екскурсійні групи в печері Млинки з'явилися на початку 1960-х років. Організаторами екскурсійних груп були: — тернопільська обласна екскурсійно-туристична станція; — обласна рада з туризму, станція спелеотуризму, обласний краєзнавчий музей. Також печеру відвідували окремі групи екскурсантів (працівники різних підприємств, студенти).
Чортківські клуби «Троглодит», «Гном» намагалися здійснювати контроль за печерою. Перші двері на вхід були встановлені саме ними. Але і замок, і двері неодноразово були виламані туристами, спраглими до печерних атракцій. У зв'язку із масовим напливом туристів повний контроль над печерою став неможливим.
У 1984 році було створено чортківський спелеоклуб «Кристал». Почався новий етап в дослідженні та охороні печери. Чортківські спелеологи заново взялися за дослідження печери та її охорону. Відновилися пошуки нових продовжень. В березні 1985 року лабіринт печери «здався» — було відкрито новий великий район «Перемога». Першими, хто проник в новий район, були В. Снігур та Р. Букалюк. 19 січня 1986 року після серії робочих виходів група чортківських спелеологів під Керівництвом В. Снігура, прокопавши висипку на заході району «Еврика», проникла в нове продовження печери. Оскільки 1986 рік було оголошено роком Миру — новий район печери отримав назву «Мирний». Червень того ж року. В одну із неділь вранці В. Крючкову не спалося. Загітувавши В. Снігура, вийшли в печеру «покопати». Так за годину часу був прокопаний вхід в район «Ранковий».
1 січня 1987 року. Київські спелеологи під керівництвом М. Яненко, заблукавши в районі «Перемоги», шукаючи вихід в одному із складних завалів, пробралися через вузьку щілину і випадково потрапили на ходи, де сліди від їхній вібрамів виявилися першими. Зрозумівши, що це новий район, назвали його «Новорічним».
У 1988 році, детально обстежуючи район «Перемога», в одному і завалів було пройдено одразу в два райони. Один із них почали знімати полтавчани під керівництвом Ю. Касьяна. Район так і отримав назву «Полтава». Сусідній район назвали «Забутим». Так цей район, крім відкривачів, ніхто більше і не відвідував. В нововідкритих районах побували численні туристи, і кожен з цих районів одержав шкоду від їхніх відвідувань. Постало питання щодо запобігання подальшому руйнуванню та знищенню печери. Чортківським клубом було встановлено нові двері і новий замок. Забетоновано всі додаткові отвори до Вхідного залу печери.
29 вересня 1990 року спелеологи чортківського «Кристалу» В. Снігур, В. Компанієць та Г. Мизина відкрили новий район, який із надією назвали «Щасливий». Він таки дійсно щасливий — в ньому не побували туристи-відвідувачі і не знищили красу цього району.
З 14 січня 1991 року печера Млинки передана Державним комітетом з охорони природи спелеоклубу «Кристал» під охорону, видано відповідні документи та положення про заповідний режим. З метою запобігання подальшому знищенню печери вводиться чергування в печері та платне відвідування (за погодженням з Комітетом охорони природи та Облвиконкомом). Для рекреаційних цілей використовуються лише ті райони, які були відкриті до 1967 року. Відвідування печери спелеотуристами — тільки у супроводі провідника спелеоклубу «Кристал».
У березні 1996 року з допомогою С. Єпіфанова (найхудіший), керівника Тернопільського спелеоклубу, пройдено щілину на заході району «Щасливий». Новий район було закартовано тернопільськими спелеологами. Назвали «СТП», що означає перші букви першопрохідців.
Після наполегливих розкопок групи Ю. Касяна, які тривали 8 років, у 1998 році був відкритий новий великий район, який назвали «Різдвяним». Назвою район завдячує тому, що був прокопаний на Різдво.
1998—2006 рр. тривають пошуки нових продовжень лабіринту. Під керівництвом Р. Кардинала та В. Снігура було знайдено невеликі продовження лабіринту — підрайони «Мобільний», «Лимон», «Молодіжний», «Торба».

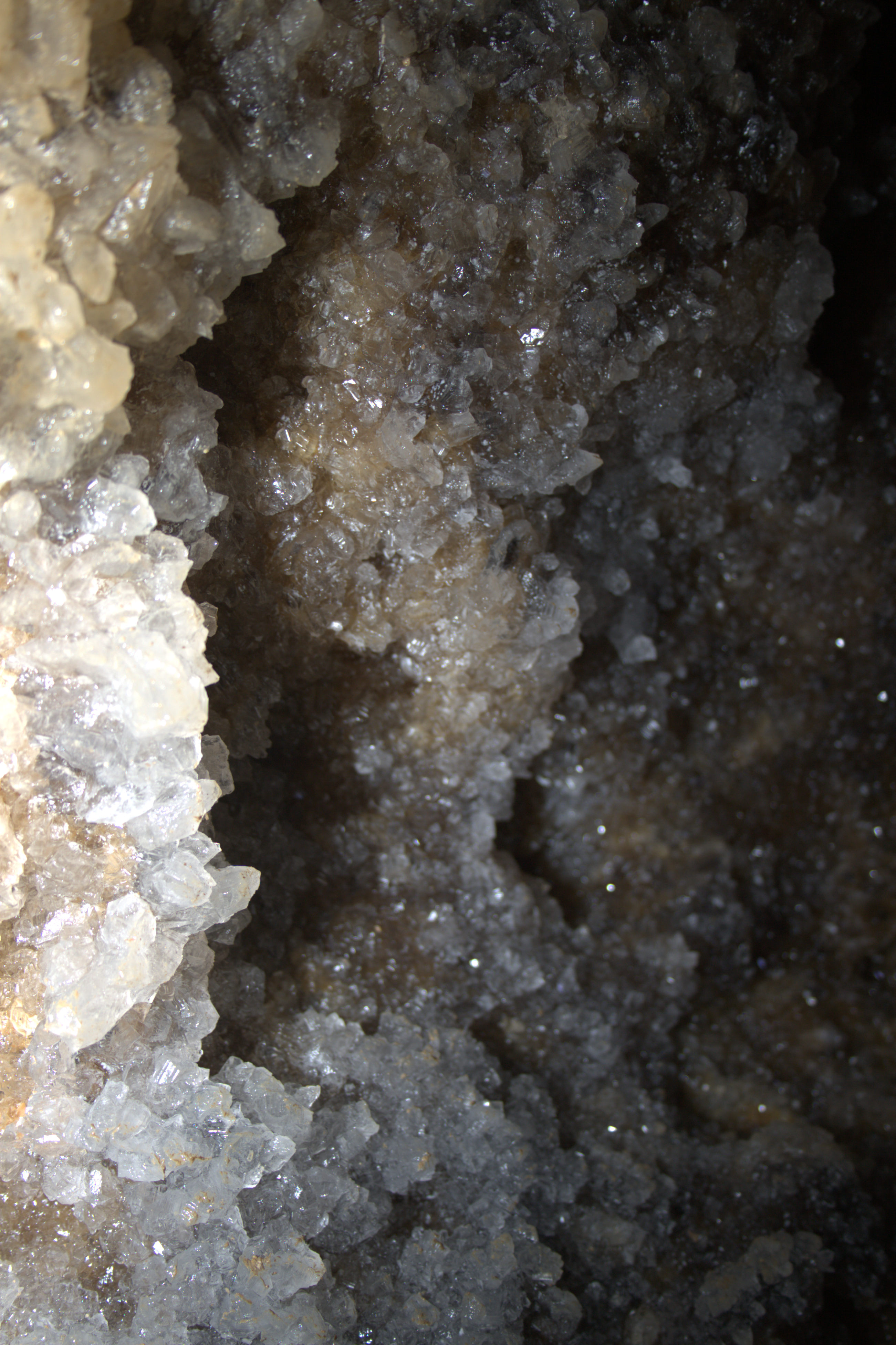
border
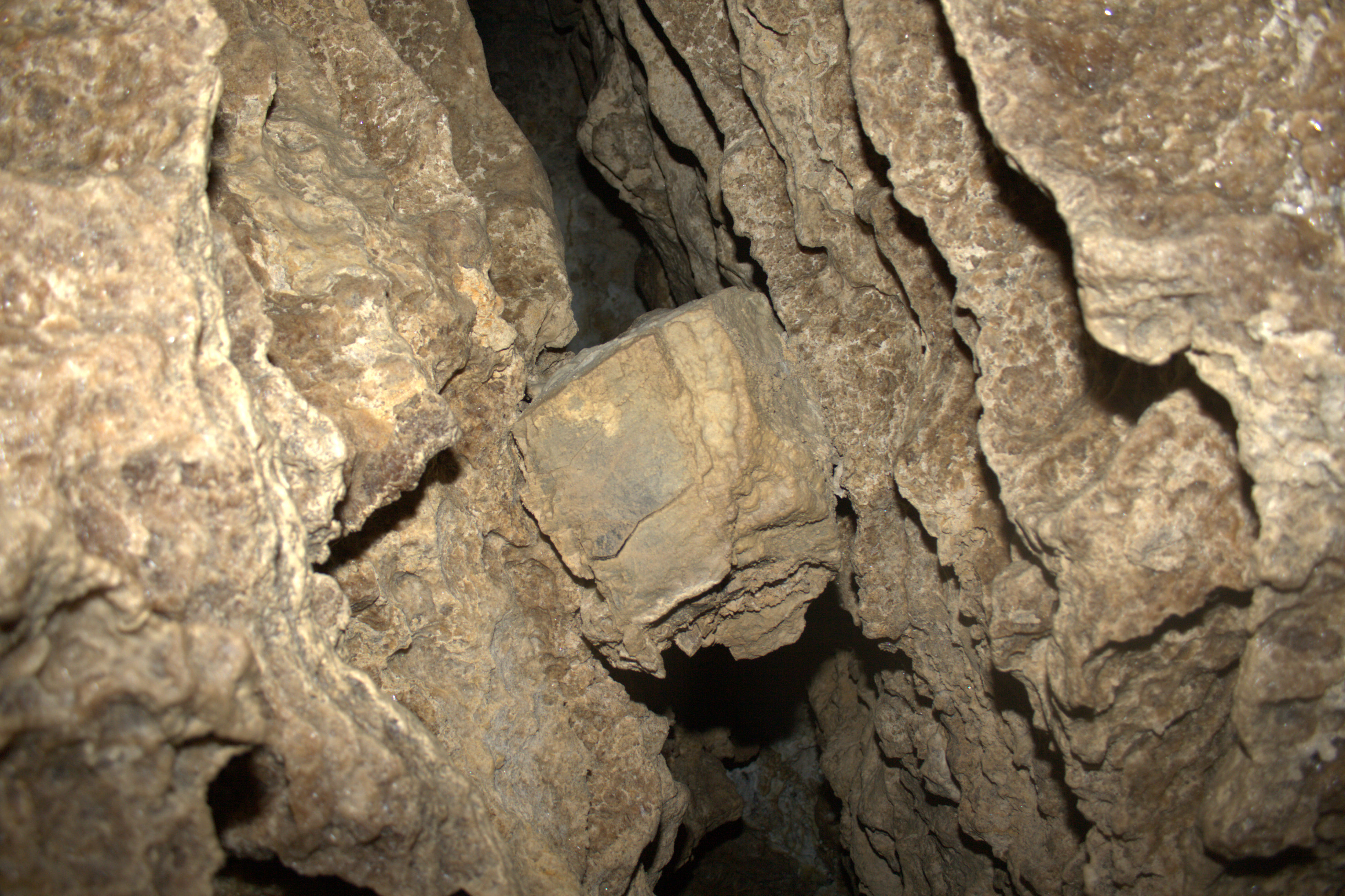
border
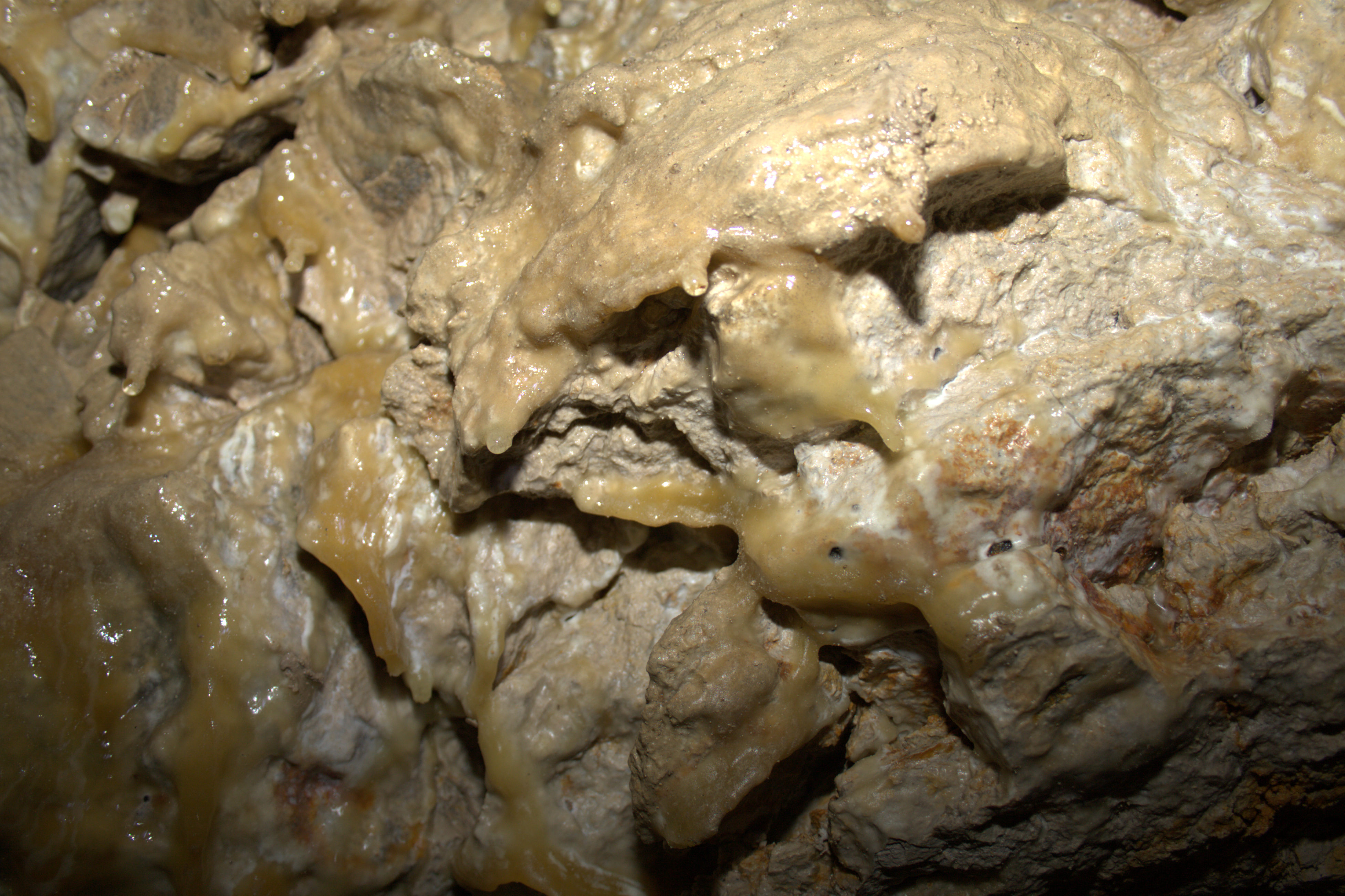
border

У 2006 році на південному борті Різдвяного нарешті було знайдено великий район. Спелеологами з кишинівського клубу «Абіс» під керівництвом Г. Рябухіна було «відкопано» новий великий район, названий «Молдаванкою». Він характерний просторими залами та галереями.
Станом на початок 2007 року розвідана довжина печери сягнула 28 кілометрів.
27 серпня 2007 року чортківські спелеологи А. Мельничук, Ю. Зарембський, С. Пасічник та Т. Позднишева на західному борті печери відкрили новий район. Нові продовження назвали «Глобальним районом» — його довжина 14 км — третина нині відомого лабіринту печери. Його дослідження тривають досі. Станом на початок 2010 року довжина печери Млинки добігає до відмітки 40 км.
11 лютого 2012 року члени спелеоклубу «Кристал» С. Кривень, Я. Кривень, Ю. Зарембський, А. Костюк на півночі району «Щасливий» пройшли завал і відкрили нову частину, яка названа «Японія». Довжина району становить 1089 м. У ньому є найдовша розпора в печері завдовжки 63 метри — названа «Подарунок долі». Основні широкі ходи миті у верхніх гіпсах. Великі галереї перекриті пухкими висипками, що дає можливість для подальшого дослідження.
12 січня 2018 року групою спелеологів у складі: Зарембський Ю., Костюк А., Гуржей О., Сваричевський Т., Дідюк О., Мельничук А., Павлишин О. при обстеженні західного борту району Глобальний був відкритий новий район печери.
До відкриття району, названого «Угринський», між найближчими точками печер Млинки та Угринь, за даними СК «Кристал», залишалося 210 метрів. Під час попередньої розвідки спелеологи пройшли кількадесят метрів лабіринту «Угринського».
Це дає підстави вірити, що об'єднання цих двох печер в одну систему — справа недалекого майбутнього.
Було проведено дві картографічні експедиції протягом 2018 року. та закартовано Кривен С., Кривень Я., Сачко А. 1394 м. нових ходів. Потенціал району більший ніж очікувалось, топографічна зйомка досі не завершена. Під час топографічних робіт було відкрито найдовшу галаерею в печері на верхньому рівні та названо Андромеда.

## Фауна
Печеру Млинки використовують для зимівлі та щоденного прихистку кажани чотирьох видів, серед них: два види нічниць (лат. Myotis), вухань (лат. Plecotus auritus) та підковик малий (лат. Rhinolophus hipposideros). Кажанів можна зустріти не лише біля входу, а й у найвіддаленіших закутках печери. Вони чудово орієнтуються під землею і для пересування печерою часто використовують свої «траси». Саме «за шляхом кажанів» були відкриті деякі райони Млинків.

## Палеонтологічні знахідки
У районах «Перемога» (1985 р.), «Щасливий» (1990 р.), галереї Радзієвського району «СТП» (1995 р.) та «Глобальний» (2007 р.) були знайдені анатомічно подібні скелети тварин, визначені як рештки куниці кам'яної (Martes foina, 2009 р., Я. Лапка). В лютому 2012 в новій частині також було знайдено скелет вовчка сірого (Glis Glis). Імовірно, тварин приваблювали материнські колонії кажанів.